# Cantone di Garlin
Il Cantone di Garlin era una divisione amministrativa dell'arrondissement di Pau.
È stato soppresso a seguito della riforma complessiva dei cantoni del 2014, che è entrata in vigore con le elezioni dipartimentali del 2015.
Comprendeva i comuni di:
- Aubous
- Aydie
- Baliracq-Maumusson
- Boueilh-Boueilho-Lasque
- Burosse-Mendousse
- Castetpugon
- Conchez-de-Béarn
- Diusse
- Garlin
- Mascaraàs-Haron
- Moncla
- Mont-Disse
- Mouhous
- Portet
- Ribarrouy
- Saint-Jean-Poudge
- Tadousse-Ussau
- Taron-Sadirac-Viellenave
- Vialer